# Montfort-sur-Meu
Montfort-sur-Meu is een gemeente in het Franse departement Ille-et-Vilaine (regio Bretagne). De plaats maakt deel uit van het arrondissement Rennes. Montfort-sur-Meu telde op 1 januari 2022 6.767 inwoners.
Er ligt station Montfort-sur-Meu.

## Geografie
De oppervlakte van Montfort-sur-Meu bedroeg op 1 januari 2022 14,02 vierkante kilometer; de bevolkingsdichtheid was toen 482,7 inwoners per km².

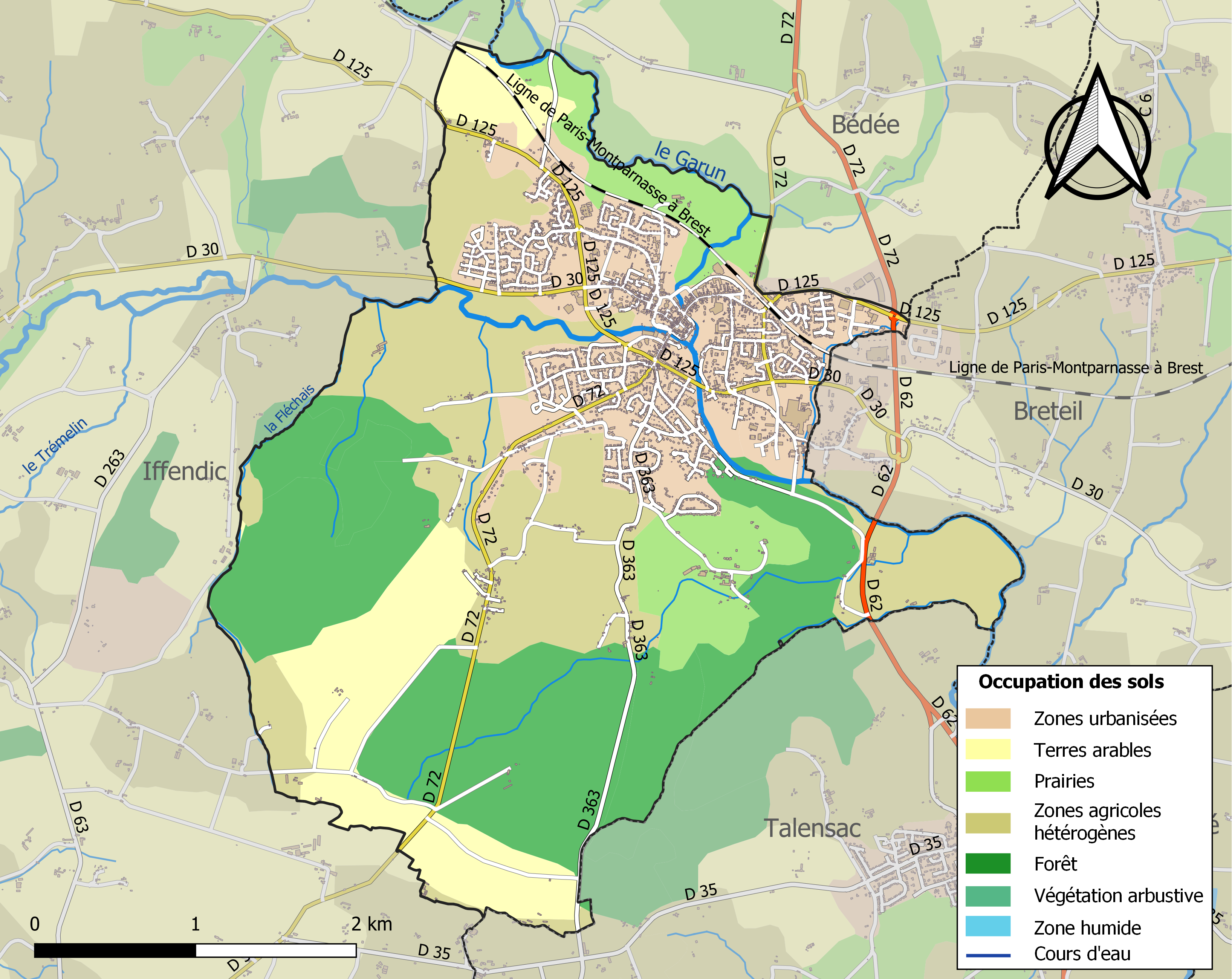
Kaart van de gemeente met belangrijkste infrastructuur, bodemgebruik en omliggende gemeenten

## Geboren
- Louis-Marie Grignion de Montfort (1673-1716), priester en ordestichter van de Montfortanen
- Pierre Cathala (1888-1947), advocaat en politicus
- Julien Simon (1985), wielrenner

## Demografie
Onderstaande figuur toont het verloop van het inwonertal, bron: INSEE-tellingen. 

## Afbeeldingen

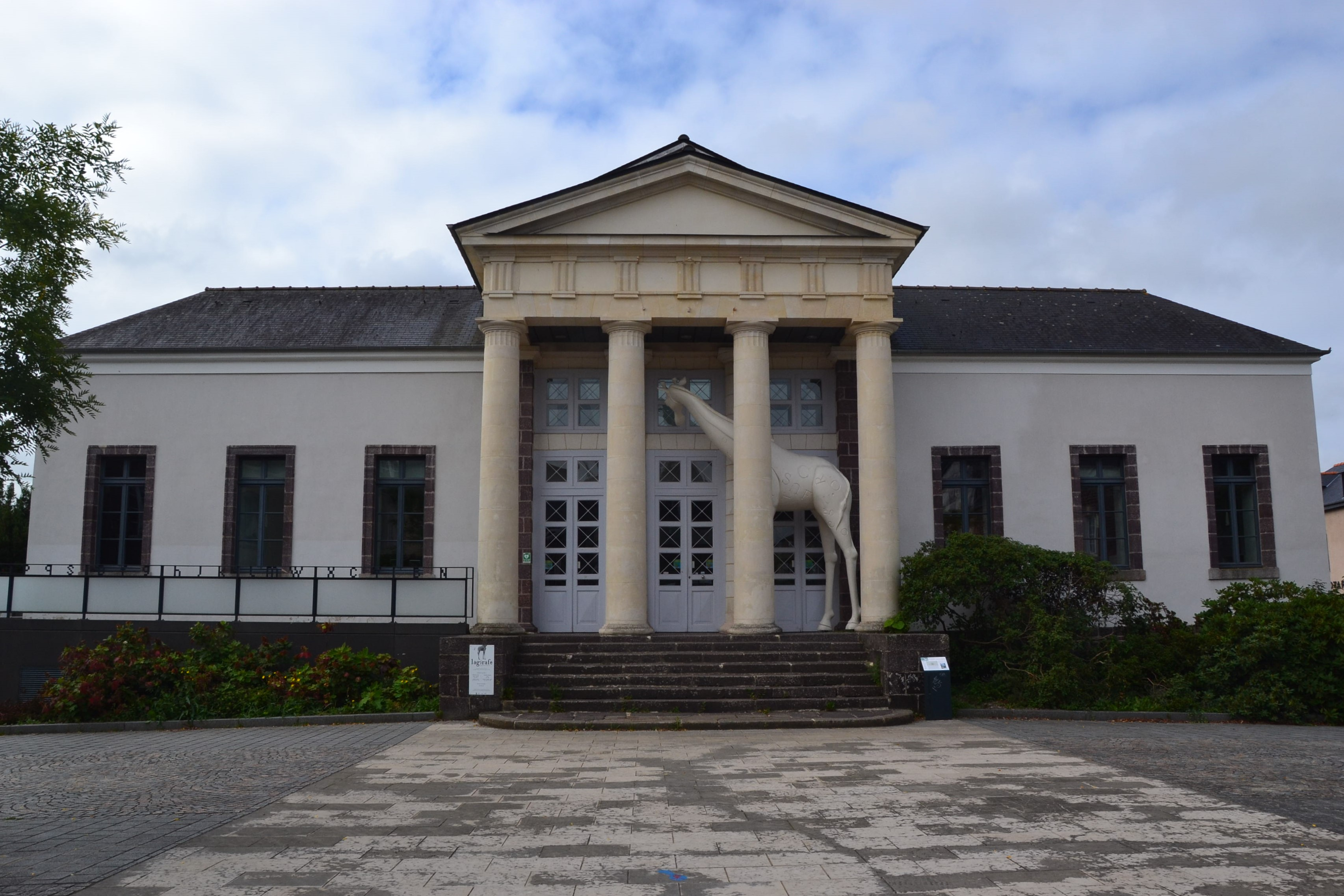
Mediathèque La Girafe